# Gymnelia nobilis
Gymnelia nobilis är en fjärilsart som beskrevs av William Schaus 1911. Gymnelia nobilis ingår i släktet Gymnelia och familjen björnspinnare. Inga underarter finns listade i Catalogue of Life.